# Горшкова, Ольга Константиновна
Ольга Константиновна Горшкова (5 февраля 1942 — 4 января 2017) — передовик советской строительной промышленности, моллировщица стекла Борского стекольного завода имени Горького Министерства промышленности строительных материалов РСФСР, Горьковская область, полный кавалер ордена Трудовой Славы (1986), депутата Верховного Совета РСФСР 11-го созыва (1985-1990).   

## Биография
Родилась в 1942 году в селе Абаимово Сергачского района Горьковской области. В четыре года вместе с семьёй переехала в посёлок Стекольный близ города Бор. Завершила обучение в школе в 1960 году. Трудоустроилась на Борский стекольный завод в цех №19 фасетчицей. Занималась мойкой стекла - тяжёлая и грязная работа. 
В 1965 году стала работать моллировщицей гнутого сталинита. Принимала участие в изготовление всех гнутых стекол для Горьковского и Волжского автозаводов. Работала с личным клеймом качества.  
Указом Президиума Верховного Совета СССР от 21 апреля 1975 года была награждена орденом Трудовой Славы III степени. 
Указом Президиума Верховного Совета СССР от 19 марта 1981 года была награждена орденом Трудовой Славы II степени.и
Указом Президиума Верховного Совета СССР от 22 мая 1986 года "за успехи достигнутые в выполнении заданий одиннадцатой пятилетки и социалистических обязательств" Ольга Константиновна Горшкова была награждена орденом Трудовой Славы I степени. Стала полным кавалером Ордена Трудовой Славы.
Активно работала на общественных нагрузках. Избиралась депутатом Борского городского, Горьковского областного и Верховного Совета РСФСР 11-го созыва.
Проживала в городе Бор. Умерла 4 января 2017 года. Похоронена на Пичугинском кладбище.

## Награды и звания
- Орден Трудовой Славы I степени (22.05.1986);
- Орден Трудовой Славы II степени (19.03.1981);
- Орден Трудовой Славы III степени (21.04.1975);
- медали.
- Почётны гражданин города Бор.